# Акаска (Јужна Дакота)
Акаска (енгл. Akaska) град је у америчкој савезној држави Јужна Дакота.

## Демографија
По попису из 2010. године број становника је 42, што је 11 (35,5%) становника више него 2000. године.
| Група             | 2000.      | 2010.       |
| Белци             | 28 (90,3%) | 42 (100,0%) |
| Афроамериканци    | 0 (0,0%)   | 0 (0,0%)    |
| Азијати           | 0 (0,0%)   | 0 (0,0%)    |
| Хиспаноамериканци | 0 (0,0%)   | 0 (0,0%)    |
| Укупно            | 31         | 42          |